# گونشی کانبی
گونشی کانبی (انگلیسی: Gunshi Kanbei) نام یک مجموعه تلویزیونی تاریخی و پنجاه و سومین سری از فیلم‌های مجموعه تلویزیونی تایگا است. این مجموعه توسط ان‌اچ‌کی در سال ۲۰۱۴ میلادی ساخته شده است. در این مجموعه جون‌ایچی اوکادا نقش کورودا یوشیتاکا (کانبی) دایمیوی ولایت هاریما و استراتژیست تویوتومی هیده‌یوشی را ایفا می‌کند. پس از مرگ کانبی پسرش کورودا ناگاماسا به خدمت توکوگاوا ایه‌یاسو درآمد.

## طرح
این درام داستان کورودا یوشیتاکا، پسر کورودا موتوتاکا، ملازم اصلی کودرا ماساموتو را روایت می‌کند که در قرن شانزدهم بر ولایت هاریما (در حال حاضر استان هیوگو) حکومت می‌کرد. در زمان‌های پر دردسر، کانبی کودرا را متقاعد می‌کند تا با قدرت همه‌جانبه اودا نوبوناگا بپیوندد. کانبی با وجود اینکه توسط آراکی موراشیگه زندانی شده و مادام العمر محکوم شده است، سختی‌ها را تحمل می‌کند و بعدها تبدیل به یک استراتژیست برای تویوتومی هیده‌یوشی می‌شود. پسرش کورودا ناگاماسا پس از مرگ هیده‌یوشی به توکوگاوا ایه‌یاسو خدمت می‌کند.

## بازیگران

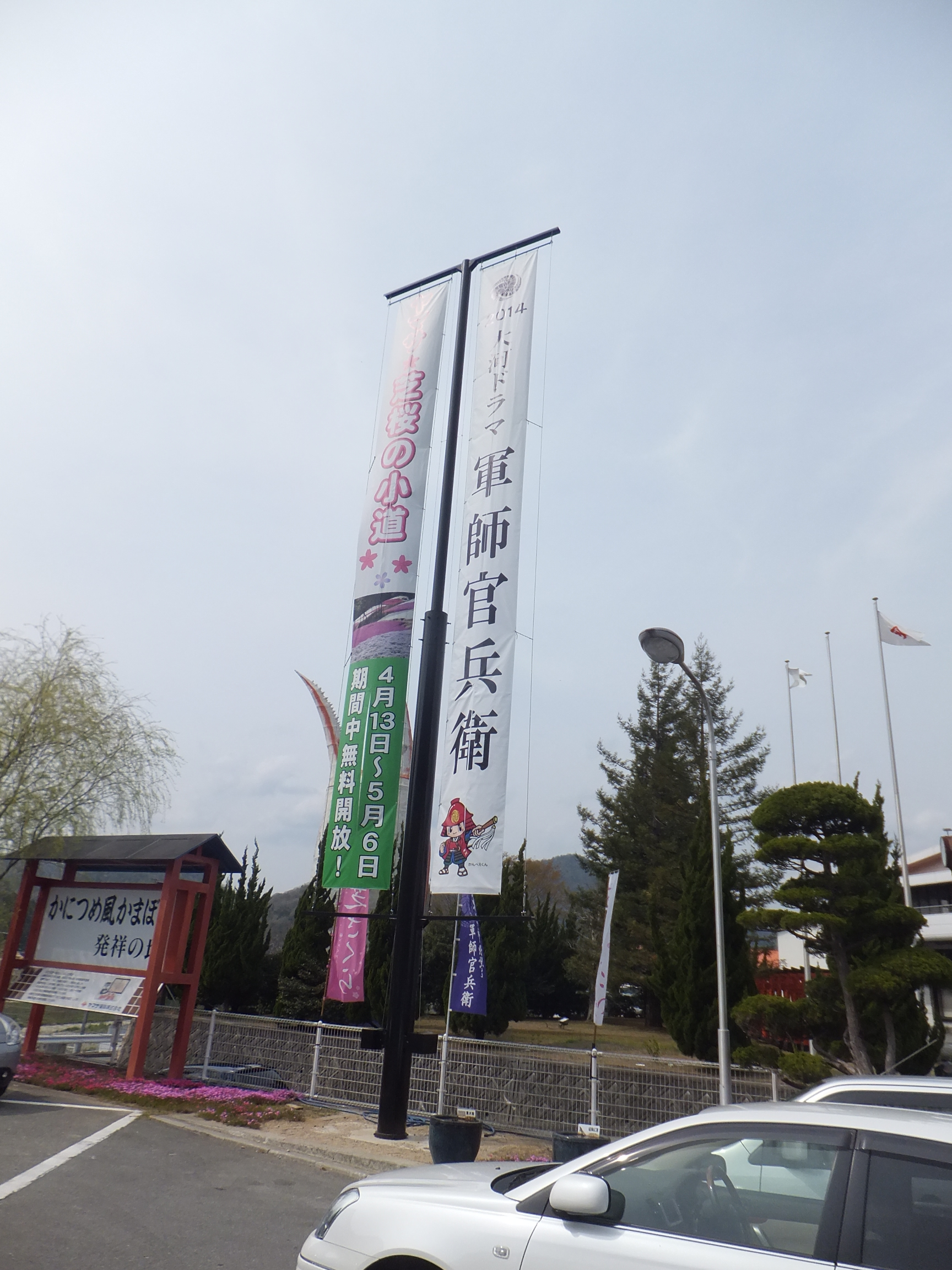
بنر گونشی کانبی در هیمه‌جی، هیوگو

### خانواده کورودا
- کورودا یوشیتاکا: جون‌ایچی اوکادا
  - کیراتو واکایاما: کانبی نوجوان
- کوشیهاشی ترو: میکی ناکاتانی
- کورودا ناگاماسا: توری ماتسوزاکا
  - ناگاماسای نوجوان (شوجومارو): کیراتو واکایاما
- کورودا موتوتاکا: کیوهی شیباتا
- کورودا کیومو: دایسوکه ریو
- کورودا شیگه تاکا: رایتا ریو
- کورییاما زنسوکه: گاکو هامادا
- موری تاهی: موکومیچی هایامی
- اینوئه کوروئمون یوریفوسا: ایسی تاکاهاشی

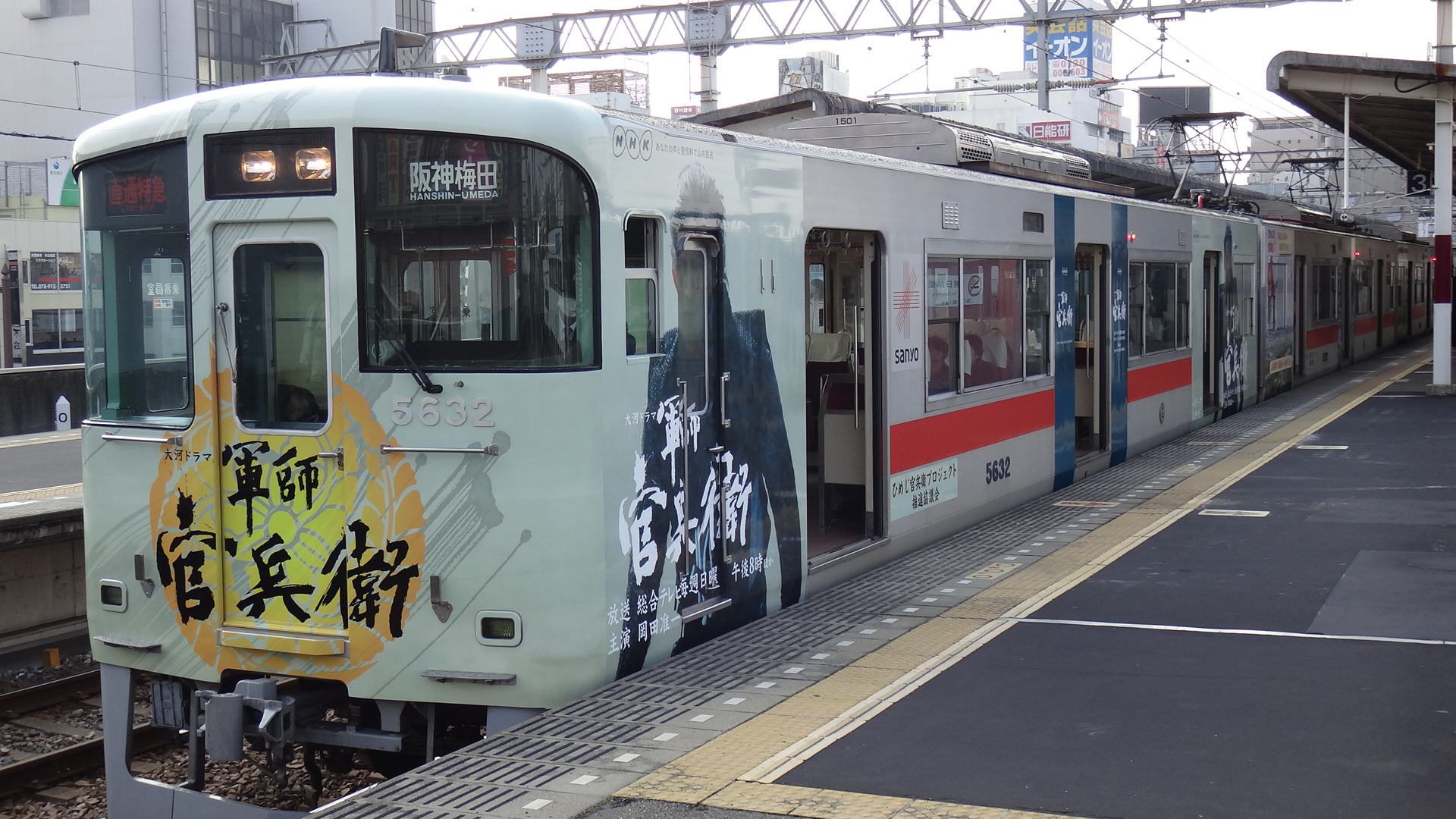
قطار کانبی

- گوتو موتوتسوگو: تاکاشی سوکاموتو
- موری کوهی: سانسی شیومی
- موری بوهی: ماسارو ناگای
- ایتو: میتسوکی تاکاهاتا
- اومیچی: ریلا فوکوشیما
- ای هیمه: مییو یوشیموتو

### ایبوکی
- ایبوکی زنه مون: ایسائو بیتو
- تاتسو: نائو مینامیساوا

### خاندان کودرا
- کودرا ماساموتو: تسوروتارو کاتااوکا
- کون: ساکی تاکائوکا
- کوشیهاشی ساکیونوسوکه: تورو ماسوئوکا
- کوشیهاشی سایونوشین: نوبوآکی کانه‌کو
- اوگو یوشیتوشی: تسوتومو ایزوبه

### خاندان اودا
- اودا نوبوناگا: یوسوکه اگوچی
- نوهیمه: یوکی اوچیدا
- آکچی میتسوهیده: Shunputei Koasa
- نیوا ناگاهیده: هیروشی کاتسونو
- شیباتا کاتسوایه: Yoshimasa Kondo
- دوتا گوزن: Naoko Otani
- یاسوکه: Bernard Ackah
- اوایچی: Kyoko Uchida
- اودا نوبوتادا: تومویا ناکامورا
- اودا نوبوتاکا: Masei Nakayama
- اودا نوبوکاتسو: Shōta Kosakai
- موری رانمارو: Hayato Kakizawa

### خاندان تویوتومی
- تویوتومی هیده‌یوشی: نائوتو تاکناکا
- کودای این: هیتومی کوروکی
- تاکه‌ناکا شیگه‌هارو: شوسوکه تانیهارا
- هاچیسوکا ماساکاتسو: پیر تاکی
- ایشیدا میتسوناری: کی تاناکا
- یودو دونو: فومی نیکاایدو
- فوکوشیما ماسانوری: Hideo Ishiguro
- کاتو کیوماسا: Shinnosuke Abe
- تویوتومی هیده‌تسوگو: آکییوشی ناکائو
- کونیشی یوکیناگا: شوگو اوشیناری
- Magdalena: ماکو ایشی نو
- ساسا ناریماسا: Ryosuke Otani
- اوکیتا هیده‌ایه: Kouhei Takeda
- کوبایاکاوا هیده‌آکی: یوسوکه آساری
- اوتانی یوشیتسوگو: Shingo Murakami
- اونو هاروناگا: Yasuhito Shimao

### خاندان توکوگاوا
- توکوگاوا ایه‌یاسو: آکیرا ترائو
- ای نائوماسا: Mikihisa Azuma
- هوندا تاداکاتسو: Masayuki Shionoya
- ساکاکی‌بارا یاسوماسا: Ikuji Nakamura

### خاندان موری
- موری تروموتو: Kota Miura
- کوبایاکاوا تاکاکاگه: شینگو سورومی
- کیکاوا موتوهارو: Kazutoyo Yoshimi
- آنکوکوجی اکی: کازوهیرو یاماجی
- اوکیتا نائوایه: تاکانوری جینای
- شیمیزو مونه‌هارو: تاکاشی اوکاجی
- Kikkawa Motonaga: ماسایوکی دآی

### خاندان آماگو
- یاماناکا یوکیموری: تتسویا بسشو
- آماگو کاتسوهیسا: Kinihiro Suda
- کامی کوره‌نوری: Takaaki Seki

### دیگران
- آراکی موراشیگه: تتسوشی تاناکا
- داشی: میری کیریتانی
- آشیکاگا یوشی‌آکی: میتسورو فوکی کوشی[۱]
- سن نو ریکیو: ماساتو ایبو
- تاکایاما شیگه‌تومو: توما ایکوتا
- مائدا توشی‌ایه: تاداشی یوکوچی
- یوشیدا کانه‌می: ماسامی هوریئوچی
- اوتسورو: یوئی ایچیکاوا
- اوتومو سورین: Tsunehiko Kamijō
- اوتسونومیا شیگه‌فوسا: تاکه‌هیرو موراتا
- هوجو اوجیماسا: گورو ایبوکی
- هوجو اوجینائو: ماسایوشی هاندا
- ماتسوناگا هیساهیده: Mickey Curtis
- نیوکی سولدو اورگانتینو: Bob Werley
- لوئیس فرویس: Oziel Nozaki
- گاسپار کوئلیو: Ricardo Teixeira